# Districte de Laval
El Districte de Laval és un dels tres districtes del departament francès de la Mayenne, a la regió del País del Loira. Té 13 cantons i 88 municipis. El cap del districte és la prefectura de Laval.

## Cantons
cantó d'Argentré - cantó de Chailland - cantó d'Évron - cantó de Laval-Est - cantó de Laval-Nord-Est - cantó de Laval-Nord-Oest - cantó de Laval-Saint-Nicolas - cantó de Laval-Sud-Oest - cantó de Loiron - cantó de Meslay-du-Maine - cantó de Montsûrs - cantó de Saint-Berthevin - cantó de Sainte-Suzanne